# Valentin Götzinger
Valentin Götzinger (* 12. Dezember 2000 in Graz) ist ein ehemaliger österreichischer Radsportler, der auf Bahn und Straße Rennen bestreitet.

## Sportlicher Werdegang
2017 belegte Valentin Götzinger in drei verschiedenen Bahndisziplinen jeweils Platz zwei bei den Junioren. 2018 wurde er österreichischer Junioren-Meisterschaften im Einzelzeitfahren auf der Straße, im Jahr darauf wurde er Dritter in der Kategorie U23. Auf der Bahn wurde er 2018 nationaler Junioren-Meister im Sprint und belegte weitere Podiumsplätze. Gemeinsam mit Lukas Viehberger, Tim Wafler und Paul Buschek stellte er am 12. Jänner 2018 im Omnisport in Apeldoorn einen neuen österreichischen Junioren-Rekord über 4:31,895 Minuten auf.
2019 wurde Götzinger österreichischer Vize-Meister der Elite im 1000-Meter-Zeitfahren. 2020 errang er Titel des österreichischen Staatsmeisters im Straßenrennen. Er war mit 19 Jahren der bis dahin jüngste Straßenmeister des Landes. 2022 beendete er seine Radsportlaufbahn.

## Erfolge

### Straße
2020
- Österreichischer Meister – Straßenrennen
- Österreichischer U23-Meister – Straßenrennen

2021
- Österreichischer Meister – Kriterium

### Bahn
2018
- Österreichischer Junioren-Meister – Sprint

2020
- Österreichischer Meister – Einerverfolgung, Zweier-Mannschaftsfahren (mit Felix Ritzinger)

2021
- Österreichischer Meister – Omnium, Punktefahren, Scratch, Sprint